# Марьянович, Зана
Зана Марьянович (босн. Zana Marjanović; род. 31 мая 1983, Сараево) — боснийская актриса, которая работает в киноиндустрии, на телевидении и в театре; депутат парламента Боснии. Является постоянным членом «Камерного театра 55» в Сараево, а также — основателем и президентом некоммерческой профессиональной организации «Magacin Kabarea» (Сараево).

## Биография
Зана Марьянович родилась 31 мая 1983 в Сараево, в те годы столице Социалистической Республики Босния и Герцеговина — одной из шести республик бывшей Социалистическая Федеративная Республика Югославия (СФРЮ). Её отец — Горан — является сегодня известным сараевским ресторатором, а мать — Алиса — участвовала в принятии решения переехать всей семьёй в Нью-Йорк в 1987 году. Существует версия, по которой талант Заны заметил американский преподаватель английского языка и, по его настоянию, она пошла в среднюю школу «Fiorello La Guardia» — школу музыки и исполнительского искусства.
Затем Зана училась в Академии исполнительских искусств (Akademija scenskih umjentosti Sarajevo) в родном городе, которая является факультетом Сараевского университета — старейшего учреждения высшего образования в странах бывшей Югославии.
Известность пришла к Марьянович после роли Альмы в фильме «Снег» в 2008 году. В 2010 году она стала ведущей актрисой в режиссёрском дебюте Анджелины Джоли — фильме «В краю крови и мёда» (2011). В 2007 году она также играла персонажа по имени «Кобра» в постановке «Классовый враг» (Klasni Neprijatelj) режиссёра Хариса Пашовича (Haris Pašović) — спектакль был поставлен при участии некоммерческой просветительской организации «East West Theatre Company» (East West Centar) со штаб-квартирой в Сараево.
В 2013 году Зана Марьянович читала рэп (rapped one verse) в песне «EUdala se Lijepa naša» (Our Beautiful Homeland EU-married) недавно воссоединившейся боснийско-хорватской группы «Teška Industrija» — композиция была посвящена присоединению Хорватии к Европейскому Союзу. В качестве своего музыкального псевдонима Зана выбрала англоязычное имя «Sunny Su».
В 2014 году Марьянович была избрана депутатом Боснийского парламента от Союза за лучшее будущее. По состоянию на 2015 год снималась в британском телевизионном шпионском триллере «The Game» (BBC Two Cold War). В том же году она выступила с основным докладом на международной конференции по геноциду в Эгхаме (графство Суррей), организованной обществом «Помня Сребреницу» (Remembering Srebrenica) и общественным исследовательским университетом Royal Holloway, относящемуся к Лондонскому университету.
Доклад Марьянович назывался «Искусство и ответственность: повышение осведомленности и влияние на публичную политику в отношении гендерного опыта геноцида»: «Резня в Сребренице является крупнейшим массовым убийством в Европе со времен Холокоста. Как художники, мы должны нести ответственность за повышение осознания масштабов таких преступлений против человечества, чтобы помочь предотвратить его в будущем. Вот почему я считаю, что приверженность истине присуща акту создания истинного искусства. С фильмом Анджелины Джоли мы надеялись начать диалог и побудить международное сообщество, которое так долго ждало, чтобы вмешаться, чтобы это не повторилось. Как депутат, я надеюсь сделать еще больше».
Зана Марьянович является постоянным членом «Камерного театра 55» в Сараево, а также — основателем и президентом некоммерческой профессиональной организации «Magacin Kabarea» (Сараево), в рамках которой группа известных артистов (через стенд-ап выступления, комедийные постановки, выступления на телевидении, веб-сериалы, музыкальные клипы и документальные фильмы), в провокационном манере, реагирует на текущие социальные проблемы страны, региона и мира.